# Р-105Д

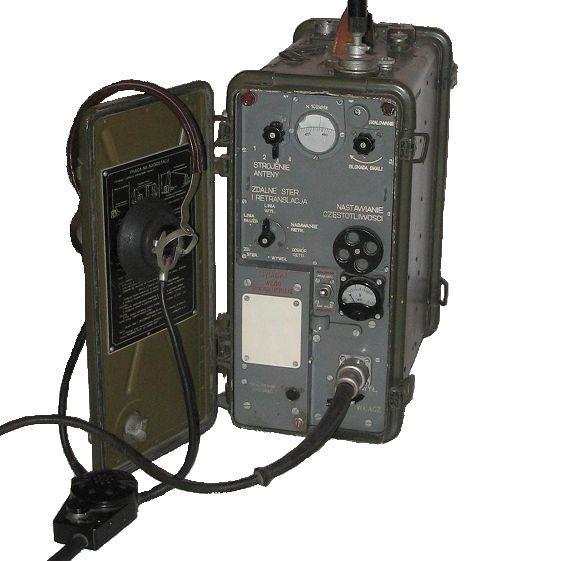
Р-105Д

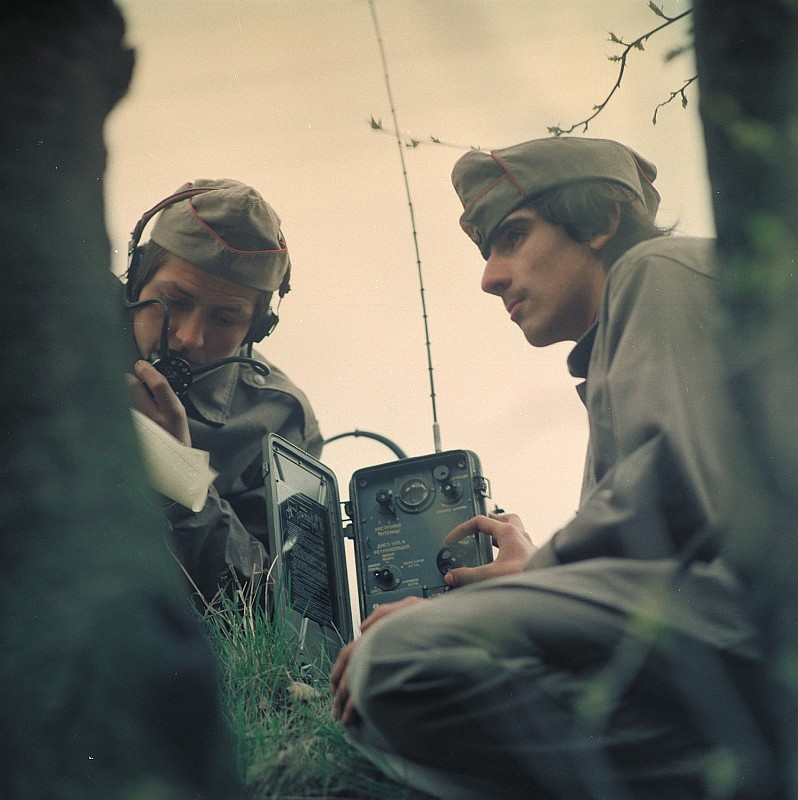
Члены военно-спортивного общества GST («Гезельшафт фюр Шпорт унд Техник», ГДР) работают с радиостанцией «Астра».

Р-105Д, Р-108Д, Р-109Д («Астра-3», «Астра-2», «Астра-1») — советские войсковые носимые ультракоротковолновые радиостанции. 
Предназначались для работы в ротных радиосетях. На оснащении ВС Союза ССР с 1952 года. Между собой отличаются только диапазоном рабочих частот. Прототип радиостанций «Астра» разработан в конце 1940-х годов в Научном исследовательско-испытательном институте связи сухопутных войск (НИИИС СВ) в качестве замены радиостанциям серии А-7. В «Астрах» впервые в Союзе ССР реализована беспоисковая бесподстроечная связь. Радиостанции Р-108Д и Р-109Д работали в любительском диапазоне 28,0-29,7 МГц и использовались в радиоклубах ДОСААФ, в частности, в качестве передатчиков в соревнованиях по «охоте на лис». Четырёхсекционный блок конденсаторов переменной ёмкости от станций «Астра» применялся в популярном трансивере UW3DI, поэтому списанные радиостанции высоко ценились коротковолновиками.

## Технические характеристики
Радиостанции ранцевые, симплексные, собраны по трансиверной схеме на лампах серии Л («локтальных», то есть с восемью жесткими контактными штырьками и ключом с защелкой для фиксации в панельке. Поверх стеклянного баллона лампы имеют алюминиевый кожух. См. Радиолампы производства СССР/России). Приёмная часть — супергетеродин с одним преобразованием частоты. Предусмотрено дистанционное управление и работа в качестве ретранслятора в радиосетях.
- Режим работы: телефония с частотной модуляцией
- Настройка плавная, шкала отградуирована с шагом 50 кГц
- Диапазон частот:
  - Р-105Д — 36,0-46,1 МГц (применялись в мотострелковых и танковых войсках)
  - Р-108Д — 28,0-36,5 МГц (применялись в артиллерии)
  - Р-109Д — 21,5-28,5 МГц (применялись в войсках ПВО)
- Чувствительность приёмника — не хуже 1,5 мкВ при отношении сигнал/шум 10:1
- Выходная мощность передатчика — 1 Вт
- Источник питания: два никель-кадмиевых аккумулятора 2НКН-24 или 2КН-32 общим напряжением 4,8 В. Питание анодных цепей — от встроенного вибропреобразователя.
- Время непрерывной работы при соотношении времени прием/передача 3:1 — от 12 до 17,5 часов в зависимости от типа батареи
- Антенные устройства:
  - гибкая штыревая антенна высотой 1,5 м (штырь Куликова) с дополнительными коленами для наращивания до 2,7 м, кронштейном для крепления на борту транспортного средства и противовесами
  - лучевая антенна длиной 40 м для работы со стационарной позиции
- Дальность уверенной связи между однотипными станциями:
  - при использовании короткой штыревой антенны — до 10 км
  - при использовании более сложных антенн — до 30-40 км
- Диапазон рабочих температур — от −40 до +50 °C
- Габариты приёмопередатчика, не более: 365×385×230 мм
- Масса рабочего комплекта, не более: 21 кг
- Масса полного комплекта с укладочным ящиком, не более: 46 кг